# Johannesbasilika (Ramla)

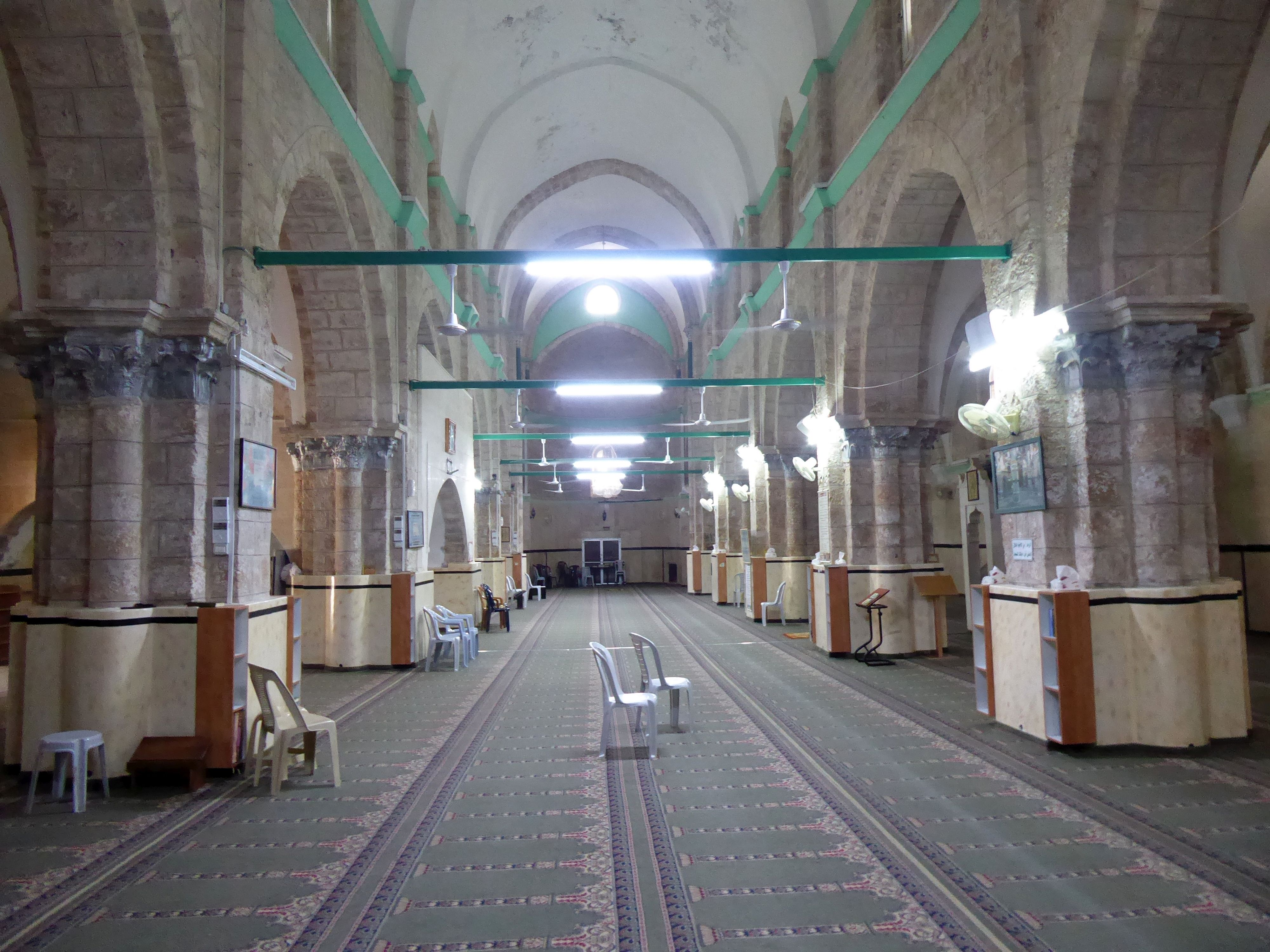
Blick durch das Mittelschiff nach Osten

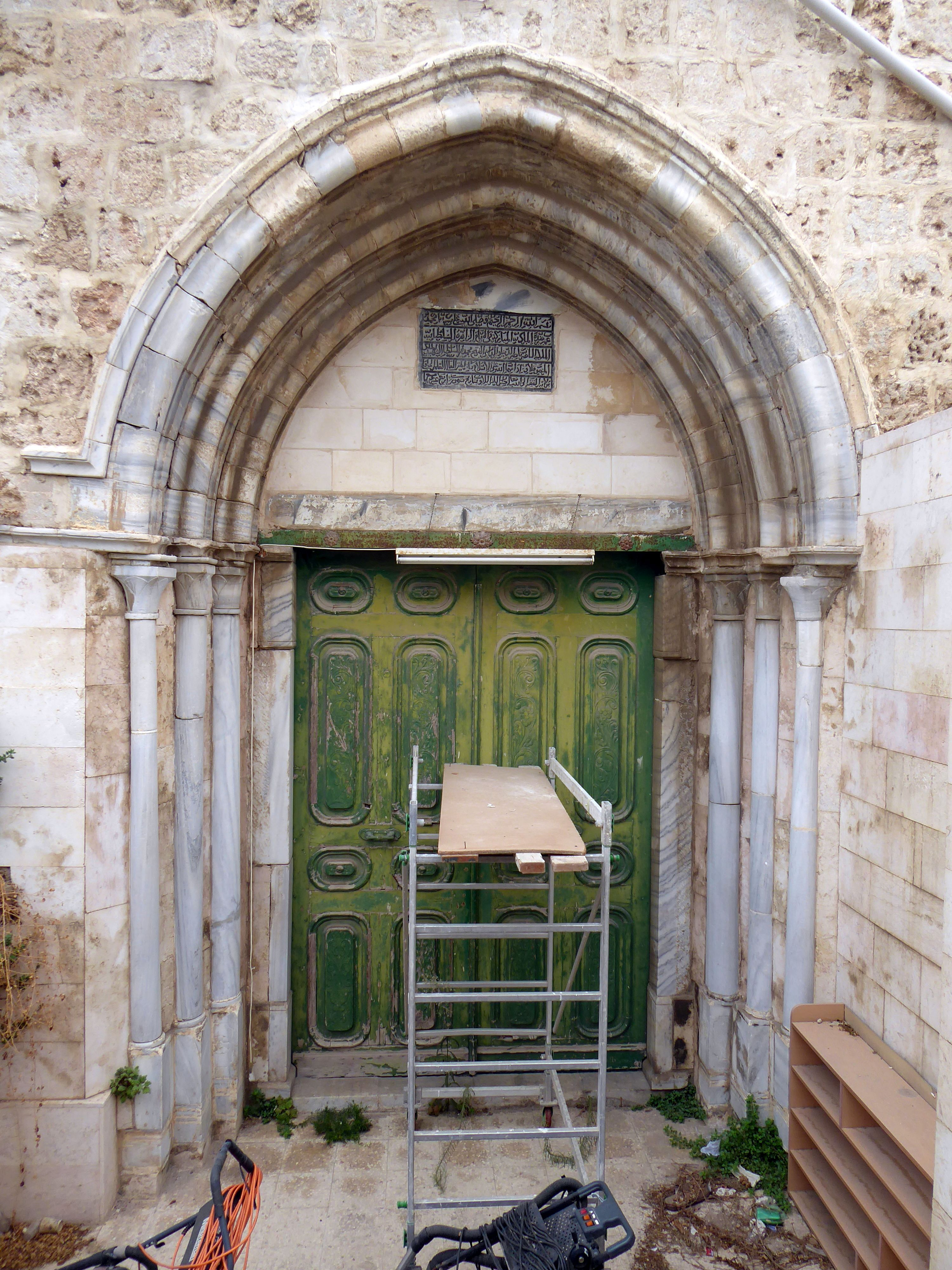
Gotisches Westportal

Die Johannesbasilika ist eine ehemalige Pfarrkirche der Kreuzfahrer in Ramla im heutigen Israel. Sie war dem heiligen Johannes dem Täufer geweiht. Das Gotteshaus ist heute eine Moschee.

## Geschichte
Die Johannesbasilika zu Ramla war zur Zeit der Kreuzfahrer stets eine Pfarrkirche, obwohl sie in den Quellen gelegentlich als Kathedrale bezeichnet wird. Die Kathedralkirche war jedoch St. Georg in Lydda. Die Bischöfe von Lydda haben sich gelegentlich auch als Bischöfe von Ramla bezeichnet, so z. B. Robert von Rouen im Jahr 1099, dem Jahr der Besitznahme Ramlas durch die Kreuzfahrer. Bald darauf wurde auch mit dem Bau der Johannesbasilika begonnen. Als Sultan Saladin nach der Eroberung Lyddas und Ramlas 1191 die Kreuzfahrerburg und die Kathedrale in Lydda schleifen ließ, ließ er die Pfarrkirche zu Ramla unangetastet. Sie wurde kurzzeitig als Moschee genutzt, bis die Kreuzfahrer 1192 Ramla durch den Vertrag von Jaffa wieder in ihren Besitz nehmen konnten. Im August 1266 fiel Ramla dann in die Hände des Sultans Baibars I., die Johannesbasilika wurde endgültig Moschee.
St. Johannes wurde in Form einer dreischiffigen Basilika mit niedrigeren Seitenschiffen errichtet. Das Langhaus besitzt sieben Joche, das jeweilige Interkolumnium längst wird durch Spitzbögen überspannt. Das Langhaus selbst wird von einem Tonnengewölbe überspannt. Die Seitenschiffen werden von Kreuzgratgewölben überdacht. Im Osten schließt die Kirche mit drei halbrunden Apsiden, die in ein äußerlich gerades Chorhaupt eingebettet sind. Der Sakralbau misst im Grundriss 45 × 21,5 Meter. Der Bau ist weltweit also einer der ältesten christliche Sakralbauten mit Spitzbögen, die zur grundlegenden Bauweise der gotischen Architektur wurden.